# Autevielle-Saint-Martin-Bideren
Autevielle-Saint-Martin-Bideren – miejscowość i gmina we Francji, w regionie Nowa Akwitania, w departamencie Pireneje Atlantyckie.
Według danych na rok 1990 gminę zamieszkiwało 205 osób, a gęstość zaludnienia wynosiła 35 osób/km² (wśród 2290 gmin Akwitanii Autevielle-Saint-Martin-Bideren plasuje się na 972. miejscu pod względem liczby ludności, natomiast pod względem powierzchni na miejscu 1368.).